# Człowiek Śmiechu
"Człowiek Śmiechu" ("The Laughing Man") to czwarte w kolejności opowiadanie J.D. Salingera zawarte w zbiorze "Dziewięć opowiadań" wydanych w 1953 (wyd. polskie 1964). Opowiadanie miało swoją premierę w marcu 1948 roku w amerykańskim magazynie The New Yorker.

## Fabuła
W opowiadaniu "Człowiek Śmiechu" głównym bohaterem i narratorem jest 9-letni chłopiec należący do klubu "Komanczów". Każdego popołudnia ich opiekun, którego wszyscy zgodnie nazywają Wódz, student prawa, zabiera ich, by wypełnić im w ciekawy sposób czas. Na koniec każdego dnia, Wódz opowiada mi kolejne przygody groteskowo wykreowanego bohatera-kryminalisty. Dzieci są zauroczone opowieścią i samym opowiadającym. "Komancze bezwstydnie i egoistycznie eksploatowali narratorski talent Wodza", żyli tą historią i rozmyślali o niej w każdej wolnej chwili próbując naśladować bohatera: "Wszyscy złowrogo snuliśmy się incognito po mieście, mierząc okiem windziarzy jako potencjalnych arcywrogów". Historia, którą Salinger przemyca jako opowieść w opowieści, której główny groteskowy bohater nosi miano tytułowego Człowieka Śmiechu, nie jest przypadkowa i nadaje sens całemu opowiadaniu. 
Człowiek Śmiechu jako dziecko został porwany przez chińskich bandytów dla okupu. Gdy zamożni rodzice odmawiają wypłacenia okupu za syna z powodu przekonań religijnych, bandyci torturując go, miażdżą mu twarz imadłem, która wykrzywia jego usta w przeraźliwy uśmiech. Człowiek Śmiechu zmuszony jest on do końca życia nosić maskę, by nie wzbudzać ogólnego obrzydzenia. Dorastając wśród bandytów zaczyna przewyższać ich w każdym calu i w końcu ucieka. Na własną rękę grabi niczym Robin Hood, mając u boku dwóch kompanów: wilka i karła. Jego pomysłowe metody zyskują uznanie narodu. Przechytrzał każdego detektywa i bandytę, który kiedykolwiek próbował stanąć mu na drodze.
Losy Człowieka Śmiechu mają się z czasem bardzo różnie, przede wszystkim od chwili, gdy opowiadający je Wódz zaczyna spotykać się z piękną Mary Hudson. Kolejne przygody bohatera o nadludzkich możliwościach są uzależnione od emocjonalnego stanu opowiadającego je Wodza. Człowiek Śmiechu ginie w symbolicznej scenie, kiedy związek Wodza ostatecznie się rozpada. Jeden z chłopców rozpłakuje się podczas tego ostatniego odcinka przygód Człowieka Śmiechu. Historia ma z założenia chłopcom przypominać, że wszystko się kiedyś kończy. Człowiek Śmiechu jest symbolem umierającej niewinności Wodza, którego opowiadanie jest ucieczką od m.in. nieśmiałości w codziennym życiu. Godna uwagi jest relacja, jaka zachodzi między 9-letnim narratorem a snującą się wieczorami opowieścią, która ma ogromny wpływ na życie chłopca. Każdy z chłopców widzi w sobie bohatera, Człowieka Śmiechu. Skoro umiera Człowiek Śmiechu, który staje się osobną historią każdego z chłopców, to ich dzieciństwo także się kiedyś skończy z bólem. Historia ma im przypominać, że będą musieli odwrócić się od świata niewinności i fantazji, stanąć twarzą w twarz z prawdziwym światem.

## Nawiązania
Twórcy serialu anime Ghost in the Shell: Stand Alone Complex (pierwszy sezon) oraz opartego na nim filmu Ghost in the Shell: The Laughing Man (Człowiek Śmiechu) inspirację czerpali z twórczości J.D. Salingera. W anime pojawia się postać, której imię zostało zaczerpnięte z tytułu opowiadania "Człowiek Śmiechu", ponadto jego twarz jest zawsze zakryta. Jeden z głównych bohaterów serialu polujących na Człowieka Śmiechu, za którym ślad zawsze urywa się w połowie drogi jak w opowiadaniu, zakupuje książki Salingera, ponieważ treść opowiadania może okazać się owocna dla sprawy Człowieka Śmiechu. Bohater opowiadania, jak i serialu ma wielu zwolenników i nieudolnych naśladowców przyczyniając się do powstania zjawiska emergencji. Dodatkowo w filmie pada cytat z książki Salingera "Buszujący w zbożu": "Wymyśliłem sobie na to sposób, będę udawał głuchoniemego". Kolejnym związkiem jest pseudonim, jaki nadają Człowiekowi Śmiechu jego przyjaciele z ośrodka dla chorych na odosobnienie cybermózgowe - Chief, czyli Wódz oraz jego zamiłowanie do gry w baseball, niczym chłopcy z opowiadania Salingera. Dokładnie, jak w opowiadaniu, Wódz i Człowiek Śmiechu to jedna i ta sama osoba. To Wódz kreuje się na Człowieka Śmiechu w opowiadaniu. Tu fikcja przeplata się z rzeczywistością. Granica się zaciera.